# Tennessee Titans 2019
La stagione 2019 dei Tennessee Titans è stata la 50ª della franchigia nella National Football League, la 60ª complessiva, la 23ª nello stato del Tennessee e la seconda con Mike Vrabel come capo-allenatore. I Titans ebbero un record di 9–7 per il quarto anno consecutivo e tornarono ai playoff dopo un anno di assenza. La mossa chiave della stagione fu la sostituzione nella settimana 6 dell'inefficace quarterback Marcus Mariota con il neo-arrivo Ryan Tannehill. Questi, in arrivo dai Miami Dolphins in cui aveva avuto scarso successo a partire dal 2012, portò la squadra a un record parziale di 8-2 come titolare, guidando la NFL in passer rating e venendo convocato per il suo primo Pro Bowl. A fine anno ricevette anche l'NFL Comeback Player of the Year Award. Un'altra nota positiva della stagione fu il running back Derrick Henry che guidò la NFL in yard corse.
Nei playoff, i Titans batterono a sorpresa i campioni in carica del Super Bowl, i New England Patriots, nel turno delle wild card con un punteggio di 20–13. Fu la prima vittoria in assoluto di Tennessee al Gillette Stadium e la prima a Foxboro dal 1993, quando la squadra era ancora nota come Houston Oilers. Un'altra sorpresa avvenne nel divisional round quando i Titans batterono i favoritissimi Baltimore Ravens, squadra che sembrava la favorita per la vittoria del Super Bowl, per 28–12, arrivando in finale di conference per la prima volta dal 2002. In quelle due partite, Derrick Henry tenne una media di 185 yard corse. La corsa della squadra si interruppe all'Arrowhead Stadium perdendo contro i Kansas City Chiefs futuri vincitori del Super Bowl LIV.

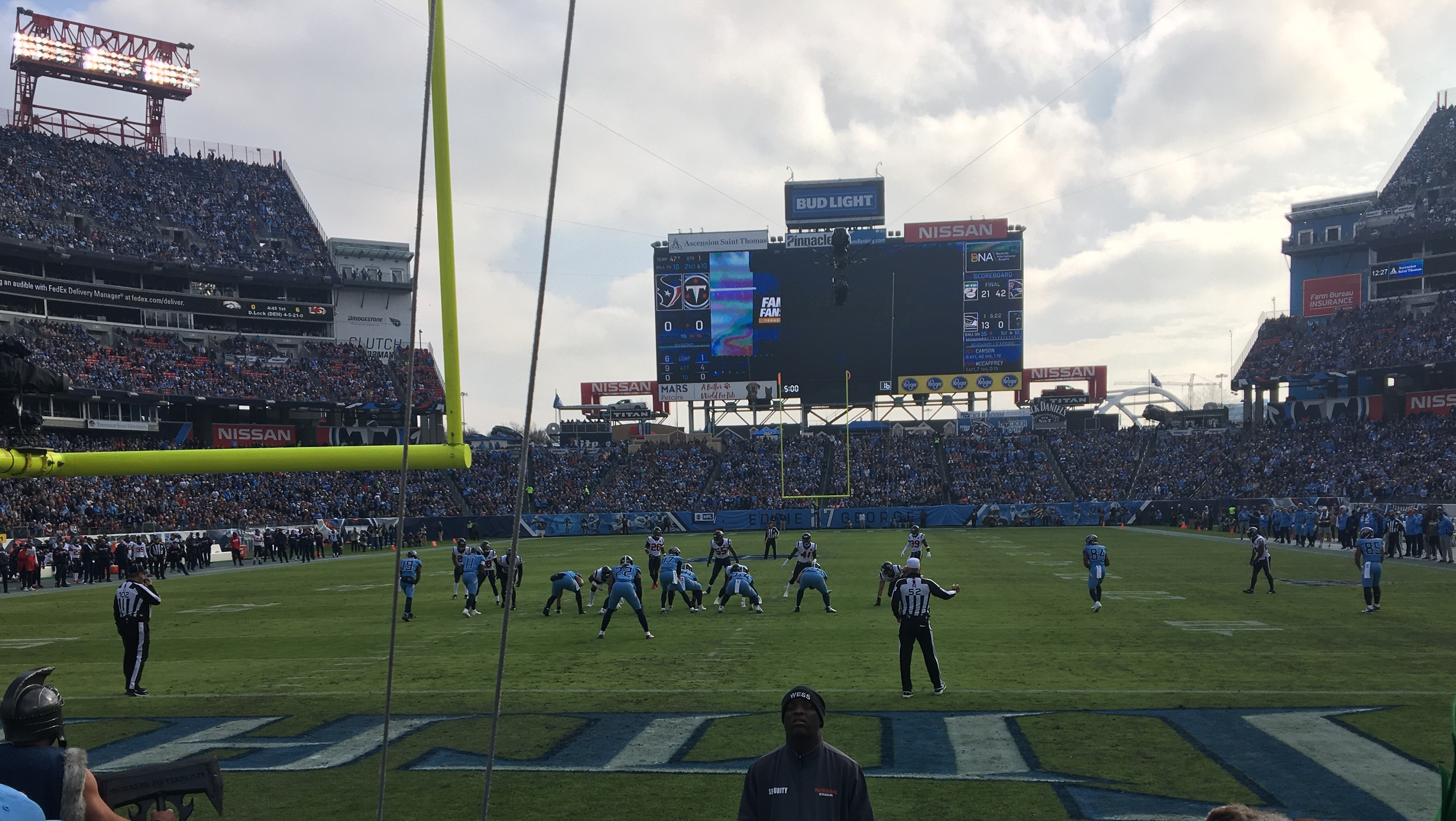
La partita contro gli Houston Texans al Nissan Stadium nella settimana 15

## Scelte nel Draft 2019
| Scelte dei Titans nel Draft 2019 |        |                 |       |                   |
| Giro                             | Scelta | Scelta          | Ruolo | College           |
| 1                                | 19     | Jeffery Simmons | DT    | Mississippi State |
| 2                                | 51     | A.J. Brown      | WR    | Ole Miss          |
| 3                                | 82     | Nate Davis      | OG    | Charlotte         |
| 4                                | 116    | Amani Hooker    | S     | Iowa              |
| 5                                | 168    | D'Andre Walker  | OLB   | Georgia           |
| 6                                | 188    | David Long Jr.  | ILB   | West Virginia     |

## Staff
| Staff dei Tennessee Titans nel 2019 |
| --- |
| Organi dirigenziali - Proprietario – KSA Industries - Proprietario di maggioranza – Amy Adams Strunk - Presidente/Chairman/CEO – Steve Underwood - Vicepresidente esecutivo e general manager – Jon Robinson - Vicepresidente della dirigenza sportiva – Vin Marino - Vicepresidente del personale giocatori – Ryan Cowden - Direttore degli osservatori del college – Jon Salge - Direttore degli osservatori dei giocatori – Brian Gardner - Assistente del direttore degli osservatori dei giocatori – Kevin Turks Capo allenatore - Mike Vrabel Altri allenatori - Preparatore atletico – Tom Kanavu. - Assistente p.a. – Brian Bell - Assistente p.a. – Taylor Porter Allenatori dell'attacco - Coordinatore offensivo – Arthur Smith - Quarterback – Pat O'Hara - Running back – Tony Dews - Wide receiver – Rob Moore - Tight end – Todd Downing - Offensive line – Keith Carter - Assistente offensivo – Mike Sullivan - Assistente offensivo – Luke Steckel Allenatori della difesa - Coordinatore difensivo – Dean Pees - Defensive line – Terrell Williams - Outside linebacker – Shane Bowen - Inside linebacker – Tyrone McKenzie - Defensive back − Kerry Coombs - Assistente difensivo – Scott Booker - Assistente difensivo – Ryan Crow - Controllo qualità della difesa – Matt Pees Allenatori dello special team - Coordinatore dello special team – Craig Aukerman - Assistente dello special team – Matt Edwards |

## Roster
| Roster dei Tennessee Titans nel 2019 |
| --- |
| Quarterback - 8 Marcus Mariota - 17 Ryan Tannehill Running Back - 28 Dalyn Dawkins - 32 David Fluellen - 22 Derrick Henry - 33 Dion Lewis Wide Receiver - 11 A.J. Brown - 84 Corey Davis - 10 Adam Humphries - 15 Darius Jennings - 14 Kalif Raymond - 19 Tajae Sharpe Tight End - 86 Anthony Firkser - 85 MyCole Pruitt - 81 Jonnu Smith - 82 Delanie Walker Offensive Linemen - 78 Jack Conklin T - 64 Nate Davis G - 75 Jamil Douglas G - 60 Ben Jones C - 71 Dennis Kelly T - 66 Kevin Pamphile G - 72 David Quessenberry G - 76 Rodger Saffold G Defensive Linemen - 99 Jurrell Casey DE - 92 Matt Dickerson DE - 94 Austin Johnson NT - 90 DaQuan Jones NT - 97 Isaiah Mack DE - 96 Brent Urban DE Linebacker - 53 Daren Bates ILB - 55 Jayon Brown ILB - 44 Kamalei Correa OLB - 54 Rashaan Evans ILB - 56 Sharif Finch OLB - 93 Reggie Gilbert OLB - 58 Harold Landry OLB - 51 David Long Jr. ILB - 91 Cameron Wake OLB - 59 Wesley Woodyard ILB Defensive Back - 21 Malcolm Butler CB - 31 Kevin Byard FS - 29 Dane Cruikshank FS - 37 Amani Hooker SS - 25 Adoree' Jackson CB - -- Christopher Milton CB - 26 Logan Ryan CB - 36 LeShaun Sims CB - 23 Tye Smith CB - 24 Kenny Vaccaro SS Special Team - 48 Beau Brinkley LS - 6 Brett Kern P - 4 Ryan Succop K Lista delle riserve - 12 Cameron Batson WR (IR) - 46 Joshua Kalu CB (IR) - 77 Taylor Lewan T (Sospeso) - 98 Jeffery Simmons DE (NF-Inj.) - 48 Josh Smith OLB (IR) - 42 D'Andre Walker OLB (IR) - 40 Jordan Williams OLB (IR) Squadra di allenamento - 95 Amani Bledsoe DE - 52 Ukeme Eligwe ILB - 49 Parker Hesse TE - 16 Cody Hollister WR - 20 Kareem Orr CB - 70 Adam Pankey T - 50 Derick Roberson OLB - 61 Aaron Stinnie G - 80 Papi White WR - 5 Logan Woodside QB 53 attivi, 6 inattivi, 10 nella squadra di allenamento |
| Legenda - I rookie sono in corsivo. - Il primo ruolo è il principale mentre gli eventuali successivi indicano i ruoli secondari. - (IR) sta per Injured Reserve ed indica la lista ristretta per un solo giocatore infortunato che può tornare ad allenarsi dopo la settimana 6 e a rientrare in prima squadra dopo che questa ha giocato 8 partite. - (NF-Inj.) / (NF-Ill.) stanno rispettivamente per Non-Football Injured e Non-Football Illness ed indicano le liste dove viene inserito un giocatore che ha un infortunio o una malattia non dipendente dal football americano. - (PUP) sta per Physically Unable to Perform ed indica la lista dove viene inserito un giocatore mentre è in attesa di recuperare la condizione fisica. Nella stagione regolare dopo la sesta partita giocata dalla propria squadra, il giocatore ha tempo tre settimane per riprendere ad allenarsi, più tre settimane aggiuntive dal suo rientro agli allenamenti per rientrare in prima squadra. |

## Calendario

### Stagione regolare
| Stagione regolare |                    |                         |                    |                    |                            |                    |
| Turno             | Data               | Avversario              | Risultato          | Record             | Stadio                     | Sintesi            |
| 1                 | 8 settembre        | at Cleveland Browns     | V 43–13            | 1–0                | First Energy Stadium       | Recap              |
| 2                 | 15 settembre       | Indianapolis Colts      | S 17–19            | 1–1                | Nissan Stadium             | Recap              |
| 3                 | 19 settembre       | at Jacksonville Jaguars | S 7–20             | 1–2                | TIAA Bank Field            | Recap              |
| 4                 | 29 settembre       | at Atlanta Falcons      | V 24–10            | 2–2                | Mercedes-Benz Stadium      | Recap              |
| 5                 | 6 ottobre          | Buffalo Bills           | S 7–14             | 2–3                | Nissan Stadium             | Recap              |
| 6                 | 13 ottobre         | at Denver Broncos       | S 0–16             | 2–4                | Empower Field at Mile High | Recap              |
| 7                 | 20 ottobre         | Los Angeles Chargers    | V 23–20            | 3–4                | Nissan Stadium             | Recap              |
| 8                 | 27 ottobre         | Tampa Bay Buccaneers    | V 27–23            | 4–4                | Nissan Stadium             | Recap              |
| 9                 | 3 novembre         | at Carolina Panthers    | S 20–30            | 4–5                | Bank of America Stadium    | Recap              |
| 10                | 10 novembre        | Kansas City Chiefs      | V 35–32            | 5–5                | Nissan Stadium             | Recap              |
| 11                | Settimana di pausa | Settimana di pausa      | Settimana di pausa | Settimana di pausa | Settimana di pausa         | Settimana di pausa |
| 12                | 24 novembre        | Jacksonville Jaguars    | V 42–20            | 6–5                | Nissan Stadium             | Recap              |
| 13                | 1º dicembre        | at Indianapolis Colts   | V 31–17            | 7–5                | Lucas Oil Stadium          | Recap              |
| 14                | 8 dicembre         | at Oakland Raiders      | V 42–21            | 8–5                | RingCentral Coliseum       | Recap              |
| 15                | 15 dicembre        | Houston Texans          | S 21–24            | 8–6                | Nissan Stadium             | Recap              |
| 16                | 22 dicembre        | New Orleans Saints      | S 28–38            | 8–7                | Nissan Stadium             | Recap              |
| 17                | 29 dicembre        | at Houston Texans       | V 35–14            | 9–7                | NRG Stadium                | Recap              |

Note: gli avversari della propria division sono in grassetto.

### Playoff
| Stagione regolare |                 |                             |           |        |                   |         |
| Turno             | Data            | Avversario (seed)           | Risultato | Record | Stadio            | Sintesi |
| Wild Card         | 4 gennaio 2020  | at New England Patriots (3) | V 20–13   | 1–0    | Gillette Stadium  | Recap   |
| Divisional        | 11 gennaio 2020 | at Baltimore Ravens (1)     | V 28–12   | 2–0    | M&T Bank Stadium  | Recap   |
| AFC Championship  | 19 gennaio 2020 | at Kansas City Chiefs (2)   | S 24–35   | 2–1    | Arrowhead Stadium | Recap   |

## Classifiche

### Division
| AFC South            | AFC South | AFC South | AFC South | AFC South | AFC South | AFC South | AFC South | AFC South |
| vedi • disc. • mod.  | V         | S         | P         | PCT       | DIV       | CONF      | PF        | PS        |
| -------------------- | --------- | --------- | --------- | --------- | --------- | --------- | --------- | --------- |
| Houston Texans       | 10        | 6         | 0         | .625      | 4–2       | 8–4       | 293       | 271       |
| Tennessee Titans     | 9         | 7         | 0         | .563      | 3–3       | 7–5       | 276       | 234       |
| Indianapolis Colts   | 7         | 9         | 0         | .438      | 3–3       | 5–7       | 261       | 257       |
| Jacksonville Jaguars | 6         | 10        | 0         | .375      | 2–4       | 6–6       | 220       | 292       |
|                      |           |           |           |           |           |           |           |           |
|                      |           |           |           |           |           |           |           |           |

### Conference
| American Football Conference           | American Football Conference | American Football Conference | American Football Conference | American Football Conference | American Football Conference | American Football Conference | American Football Conference | American Football Conference | American Football Conference | American Football Conference |
| Pos.                                   | Squadra                      | Division                     | V                            | S                            | P                            | PCT                          | DIV                          | CONF                         | SOS                          | SOV                          |
| Capolista di Division                  | Capolista di Division        | Capolista di Division        | Capolista di Division        | Capolista di Division        | Capolista di Division        | Capolista di Division        | Capolista di Division        | Capolista di Division        | Capolista di Division        | Capolista di Division        |
| -------------------------------------- | ---------------------------- | ---------------------------- | ---------------------------- | ---------------------------- | ---------------------------- | ---------------------------- | ---------------------------- | ---------------------------- | ---------------------------- | ---------------------------- |
| 1                                      | Baltimore Ravens             | North                        | 14                           | 2                            | 0                            | .875                         | 5–1                          | 10–2                         | .400                         | .356                         |
| 2                                      | Kansas City Chiefs           | West                         | 12                           | 4                            | 0                            | .750                         | 6–0                          | 9–3                          | .436                         | .414                         |
| 3                                      | New England Patriots         | East                         | 12                           | 4                            | 0                            | .750                         | 5-1                          | 8-4                          | .549                         | .507                         |
| 4                                      | Houston Texans               | South                        | 10                           | 6                            | 0                            | .625                         | 4-2                          | 8-4                          | .441                         | .459                         |
| Wild Card                              |                              |                              |                              |                              |                              |                              |                              |                              |                              |                              |
| 5                                      | Buffalo Bills                | East                         | 10                           | 6                            | 0                            | .625                         | 3-3                          | 7-5                          | .330                         | .214                         |
| 6                                      | Tennessee Titans             | South                        | 9                            | 7                            | 0                            | .563                         | 3-3                          | 7-5                          | .539                         | .452                         |
| In corsa per i play-off                |                              |                              |                              |                              |                              |                              |                              |                              |                              |                              |
| 7                                      | Pittsburgh Steelers          | North                        | 8                            | 8                            | 0                            | .500                         | 3-3                          | 6-6                          | .481                         | .336                         |
| 8                                      | Denver Broncos               | West                         | 7                            | 9                            | 0                            | .438                         | 3-3                          | 6-6                          | .554                         | .353                         |
| 9                                      | Oakland Raiders              | West                         | 7                            | 9                            | 0                            | .438                         | 3-3                          | 5-7                          | .451                         | .404                         |
| 10                                     | Indianapolis Colts           | South                        | 7                            | 9                            | 0                            | .438                         | 3-3                          | 5-7                          | .630                         | .575                         |
| 11                                     | New York Jets                | East                         | 7                            | 9                            | 0                            | .438                         | 2-4                          | 4-8                          | .485                         | .275                         |
| 12                                     | Jacksonville Jaguars         | South                        | 6                            | 10                           | 0                            | .375                         | 2-4                          | 6-6                          | .500                         | .500                         |
| 13                                     | Cleveland Browns             | North                        | 6                            | 10                           | 0                            | .375                         | 3-3                          | 6-6                          | .544                         | .419                         |
| 14                                     | Los Angeles Chargers         | West                         | 5                            | 11                           | 0                            | .313                         | 0-6                          | 3-9                          | .490                         | .300                         |
| 15                                     | Miami Dolphins               | East                         | 5                            | 11                           | 0                            | .313                         | 2-4                          | 4-8                          | .554                         | .450                         |
| 16                                     | Cincinnati Bengals           | North                        | 2                            | 14                           | 0                            | .125                         | 1-5                          | 2-10                         | .639                         | .000                         |
| Criteri di spareggio                   |                              |                              |                              |                              |                              |                              |                              |                              |                              |                              |
| 1.                                     |                              |                              |                              |                              |                              |                              |                              |                              |                              |                              |
| Legenda                                |                              |                              |                              |                              |                              |                              |                              |                              |                              |                              |
| w — wild card ottenuta                 |                              |                              |                              |                              |                              |                              |                              |                              |                              |                              |
| x — partecipazione ai playoff ottenuta |                              |                              |                              |                              |                              |                              |                              |                              |                              |                              |
| y — campioni di division               |                              |                              |                              |                              |                              |                              |                              |                              |                              |                              |
| z — salto del primo turno di play-off  |                              |                              |                              |                              |                              |                              |                              |                              |                              |                              |
| * — vantaggio del campo ottenuto       |                              |                              |                              |                              |                              |                              |                              |                              |                              |                              |

## Premi
- Ryan Tannehill:

NFL Comeback Player of the Year Award
- Derrick Henry

running back dell'anno

### Premi settimanali e mensili
- Cameron Wake:

difensore della AFC della settimana 1
- Derrick Henry:

running back della settimana 10
running back della settimana 12
running back della settimana 13
running back della settimana 14
running back della settimana 17
- Ryan Tannehill:

giocatore offensivo della AFC della settimana 14
quarterback della settimana 14
giocatore offensivo della AFC del mese di dicembre
- A.J. Brown:

rookie offensivo del mese di dicembre